# Dombrói Márk
Dombrói Márk (15. század) pálos rendi szerzetes.

## Élete
Horvát származású volt, I. Mátyás király idejében élt és a csodatevő szűz monostorának Remetén, Horvátországban elöljárója s a szerzet évkönyveinek legelső szerkesztője. A jelzett monostor körfalán a törökök többször ismételt berohanásai ellen Mátyás király adományából erős tornyot emeltetett, mely még a 17. század közepén is Mátyás-toronynak neveztetett. Később mint zárdafőnök s tanulmányi igazgató Lepoglaván élt rendeltetésének, hol, miután a gyakorlati hitszónoklat terén többeket jelesen kiképezett volt, érdemekben meggazdagulva az örökkévalóságba szenderült.
Említett kézirati évkönyveit utána rendtársa, az 1528-ban még életben volt Gyöngyösi Gergely folytatta. E Dombrói-Gyöngyösi-féle följegyzéseket használta a 17. század közepe táján Eggerer e munkájában:
- Fragmen panis corvi protoeremetici, 1663